# هاندرد بابرگ
هاندرد بابرگ (انگلیسی: Babergh Hundred) بابرگ بخشی از سافولک بود که شامل ۷۱٬۸۸۲ جریب فرنگی (۲۹۰٫۹۰ کیلومتر مربع) بود.   . نام آن در ناحیه بابرگ ، منطقه غیر کلانشهری در جنوب سافولک و همچنین کازفورد و سمفورد است، باقی مانده است.
این شهر شامل زمینی در شمال، شرق و جنوب شرقی سادبری ، بزرگترین شهر این منطقه بود، و مرز جنوبی آن مرز اسکس را تشکیل می‌دهد. اکثریت زمین‌های منطقه، زمین‌های روستایی است.